# Genista carpetana
Genista carpetana là một loài thực vật có hoa trong họ Đậu. Loài này được Lange miêu tả khoa học đầu tiên.